# São Marcos
São Marcos là một đô thị thuộc bang Rio Grande do Sul, Brasil. Đô thị này có diện tích 263,72 km², dân số năm 2007 là 19641 người, mật độ 74,48 người/km².